# Dicranoweisia brevifolia
Dicranoweisia brevifolia är en bladmossart som beskrevs av Theodor Carl Karl Julius Herzog 1938. Dicranoweisia brevifolia ingår i släktet snurrmossor, och familjen Dicranaceae. Inga underarter finns listade i Catalogue of Life.